# São Pedro da Cadeira
São Pedro da Cadeira é uma povoação portuguesa sede da Freguesia de São Pedro da Cadeira do Município de Torres Vedras, freguesia com 23,19 km² de área e 5217 habitantes (censo de 2021), tendo, por isso, uma densidade populacional de 225 hab./km²

## Demografia
Nota: Com lugares desta freguesia foi criada em 1926 a Freguesia de Silveira.
A população registada nos censos foi:
| Distribuição da População por Grupos Etários | Distribuição da População por Grupos Etários | Distribuição da População por Grupos Etários | Distribuição da População por Grupos Etários | Distribuição da População por Grupos Etários |
| -------------------------------------------- | -------------------------------------------- | -------------------------------------------- | -------------------------------------------- | -------------------------------------------- |
| Ano                                          | 0-14 Anos                                    | 15-24 Anos                                   | 25-64 Anos                                   | > 65 Anos                                    |
| 2001                                         | 757                                          | 639                                          | 2290                                         | 653                                          |
| 2011                                         | 848                                          | 563                                          | 2781                                         | 885                                          |
| 2021                                         | 722                                          | 600                                          | 2849                                         | 1046                                         |